# Cephalodasys maximus
Cephalodasys maximus är en djurart som tillhör fylumet bukhårsdjur, och som beskrevs av Adolf Remane 1926. Cephalodasys maximus ingår i släktet Cephalodasys och familjen Lepidodasyidae. Arten är reproducerande i Sverige. Inga underarter finns listade i Catalogue of Life.